# FACEIT
FACEITとは、ゲームでトーナメント、マッチ等を行う際に使用される、2012 年にロンドンで設立された e スポーツプラットフォームである。
ユーザーはアカウントを通して目的のゲーム開発者とFACEITが連携して作成したメカニズムを踏んでゲームをプレイすることができる。利用料金は基本無料である。

## 機能
ユーザーはアカウントを作成することによって、目的のゲーム開発者にFACEITが提供したメカニズムを辿ってマッチやランキング、トーナメントなどのサービスにアクセスすることができる。

### モデル
FACEITは一つのゲームごとに個別でサポートしているのではなく、専用のページからゲーム開発者がゲームを登録することで、簡単にFACEITのサービスを提供することができるという特徴がある。

### グループ
ユーザーは一人で「グループ」を作成することができる。他のユーザーを招待することができ、参加したユーザー間ではチャットを行うことができる。

## アカウント
ユーザーは登録する際にメールアドレスとユーザー名を決定することができる。登録後はメールアドレスとパスワードを入力しログインすることができる。
また、ユーザーは開発者や配信者をフォローすることで支援することもできる。

### ランキング
ランキング、レベルは試合に勝利してスコア(FACEITポイント)を稼ぐことで上げることができる。このFACEITポイントはゲームのマッチに勝利・ランクインすることでもゲットすることができる・

### 認証済み
「認証済み」のロゴは、フォロワーの多いユーザーのアカウントが偽物か本物かを区別するためにつけられるマークである。

### 投稿
FACEITの認証済みマークがついているユーザーの投稿がFACEITのホームに表示される。